# 더 포리너 (영화)
《더 포리너》(영어: The Foreigner)는 2016년에 개봉된 영국, 중국, 미국 합작 드라마 영화이다. 스티븐 레더의 1992년 소설 《차이나맨》을 원작으로 하였다. 마틴 캠벨이 감독, 연출을 맡았으며 성룡, 피어스 브로스넌, 케이티 렁이 출연했다.

## 출연
- 성룡 - 콴 역
- 피어스 브로스넌 - 리암 헤네시 역
- 마이클 맥엘하튼 - 짐 카바나 역
- 올라 브러디 - 메리 헤네시 역
- 로리 플렉-바이른 - 숀 역
- 데이비드 피어즈 - 빌리 맥마흔 역
- 루파스 존스 - 이안 역
- 류타오 - 람 역
- 찰리 머피 - 매기 / 사라 멕케이 역
- 케이티 렁 - 판 역
- 피파 베넷 워너 - 마리사 역
- 사이몬 컨즈 - 매튜 역
- 스티븐 호간 - 크리스티 역
- 더모트 크로울리 - 휴 맥그래스 역
- 마크 탠디 - 심슨 역
- 로버타 테일러 - 테일러 부인 역